# 토마스와 친구들: 함께 달리자!
《토마스와 친구들: 함께 달리자!》(영어: Thomas & Friends; All Engines Go!)은 영국의 어린이 텔레비전 시리즈로 2021년부터 미국의 카툰 네트워크에서 방송 중인 애니메이션이다. 1984년부터 2021년까지 방송된 애니메이션 토마스와 친구들(영어: Thomas & Friends)을 리부트한 작품이다.

## 등장인물

### 주요 등장인물
- 토마스
- 제임스
- 고든
- 헨리
- 퍼시
- 에밀리
- 니아
- 디젤
- 헨리
- 에드워드
- 브루노
- 말썽꾸러기 화물차
- 히로
- 용바오
- 아시마
- 크랭키
- 토비
- 헤롤드
- 사장
- 샌디
- 칼리
- 카나
- 켄지
- 파로나
- 벌스트로드,트레이니악
- 스키프,베레스포드
- 애니,클라라벨
- 울트라트레인(잘 등장하지 않음)
- 솔티(시즌2,3에만 등장)

### 기타 등장인물
- 말썽꾸러기 탱커(시즌2에만 등장)
- 농부
- 산타사장
- 요리사
- 부인사장

### 시즌4에 새로운 등장인물
덕
도널드(등장할 확률이 높음)&더글라스(등장할지는 모름)

## 성우 출연진
- 정유정: 토마스
- 김도희: 퍼시
- 박시윤: 디젤
- 이달래: 니아
- 정혜원: 카나
- 김채하: 칼리
- 채림: 샌디
- 김기흥: 고든
- 엄상현: 사장
- 전태열: 크랭키
- 신용우: 켄지
- 김보영: 파로나
- 김동현: 벌스트로드, 트레이니악
- 김윤기: 스키프, 베레스포드
- 박이서: 애니, 브루노
- 유혜지: 클라라벨, 아시마
- 故이우리: 제임스, 위프
- 황동현: 히로, 헤롤드, 울트라트레인, 솔티
- 아직없음:덕,도널드&더글라스